# Batallón de Voluntarios Fineses de las Waffen-SS

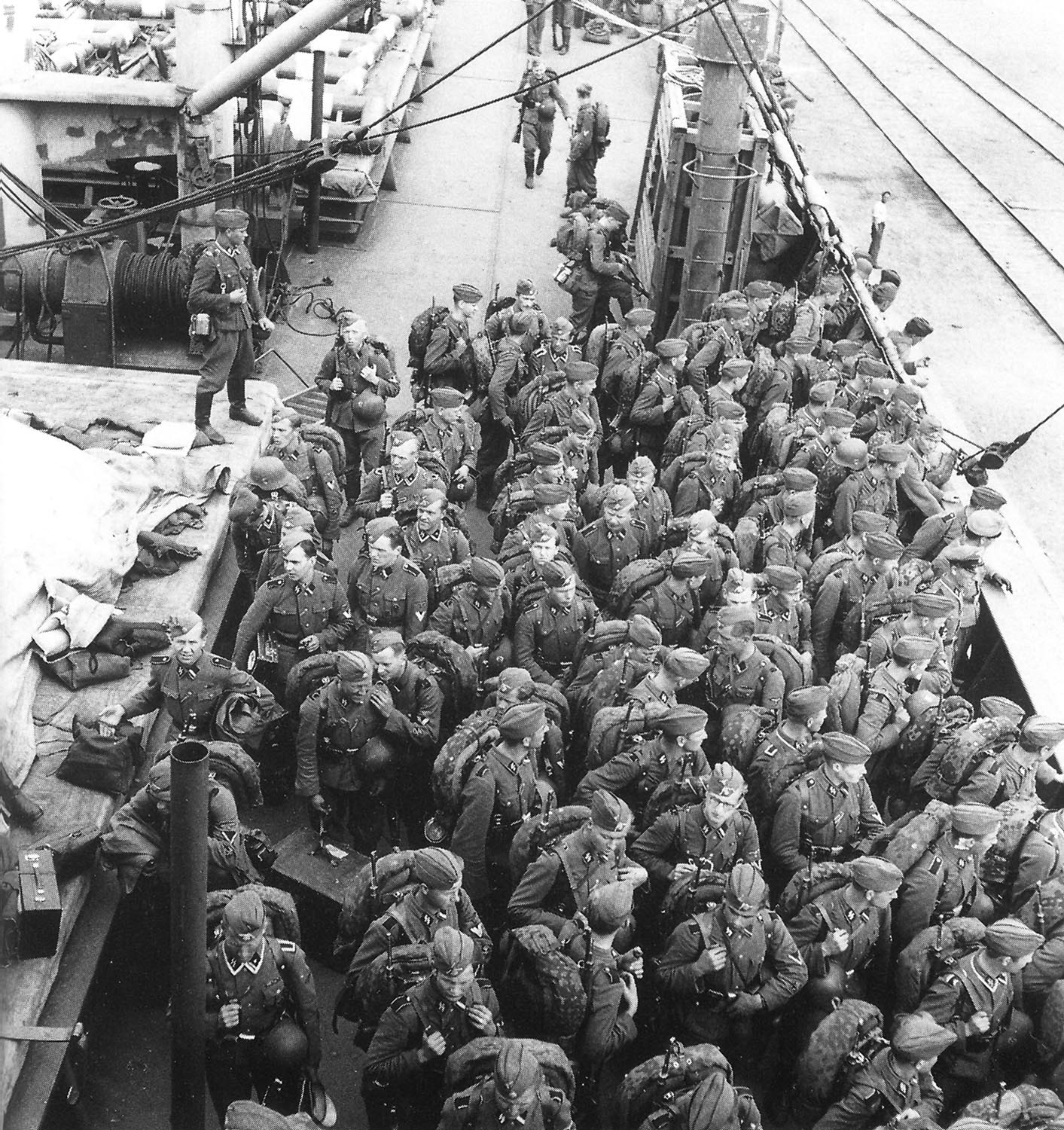
Miembros del batallón de voluntarios finlandeses de las SS a su regreso a Finlandia en 1943

El Batallón de voluntarios finlandeses de las Waffen-SS, también conocido como batallón Nordost (en alemán: Finnisches Freiwilligen-Bataillon der Waffen-SS) fue una unidad de las Waffen-SS de la Alemania Nazi, constituida en 1941 y formada por oficiales y soldados voluntarios de Finlandia. La unidad fue disuelta en mayo de 1943, de acuerdo con los términos negociados por el gobierno finlandés, tras haber combatido en el Frente del Este durante la Segunda Guerra Mundial. Estaba compuesta por cerca de 1.200 hombres, entre los cuales se encontraba el matemático Rolf Nevanlinna, e incluida dentro de la División SS Wiking. 